# 竹内夕己美
竹内 夕己美（たけうち ゆきみ、1980年6月5日 - ）は、日本の女優、声優、元青森テレビ・WOWOWの女性アナウンサー。愛知県蒲郡市出身。

## 経歴
2003年、青森テレビ（ATV）に入社。在籍時には地上デジタル放送推進大使の同局代表を務めたこともあった。
2007年3月、青森テレビを退社。翌4月にWOWOWへ移籍。
2010年5月末をもってWOWOWを退社し、翌月発信の本人のブログ（その後閉鎖）で報告した。
以降は俳優業・声優業で活動。2013年にオフィスPACに所属。2019年3月からフリーとなる。2019年8月から懸樋プロダクション所属。

## 人物
趣味・特技は野球観戦（高校時代は野球部マネージャー、後輩にプロ野球選手がいる）、サッカー観戦、カーリング、中学・高校教員免許（英語）、合気道5級。

## 出演作品

### テレビアニメ
- ルパン三世 PART IV（2015年、ビアンカ）
- チア男子!!（2016年、会場アナウンス）
- 牙狼〈GARO〉-VANISHING LINE-（2017年、メリア）
- ルパン三世 グッバイ・パートナー（2019年、キャスター）

### OVA
- 機動戦士ガンダムUC
- じしんがきたらどうする? むしむし村の防災訓練（アゲハ先生）

### 劇場アニメ
- 劇場版 TIGER & BUNNY -The Rising-（2014年、女性キャスター）
- ペンギン・ハイウェイ（2018年、キャスター）

### Webアニメ
- DEVILMAN crybaby（2018年、空港職員、アナウンサー）
- 日本沈没2020（2020年、女性司会者）

### ゲーム
- ライトニング リターンズ ファイナルファンタジーXIII（2013年）
- キングダム ハーツIII（2019年）
- ファイナルファンタジーVII リメイク（2020年）

### 吹き替え

#### 映画（吹き替え）
- イレブン・ミニッツ（妻）
- エベレスト 3D（シャーロット・フォックス）
- エンド・オブ・トンネル（ベルタ〈クララ・ラゴ〉）
- オール・ユー・ニード・イズ・キル
- クロール -凶暴領域-（ベス・ケラー〈モーフィッド・クラーク〉）
- ゴジラ キング・オブ・モンスターズ（BWNアンカー[4]）
- ザ・シークレットマン（オードリー・フェルト〈ダイアン・レイン〉）
- 殺人の告白
- ジュラシック・ワールド（パークアナ女）
- スター・ウォーズ/フォースの覚醒
- ダウンサイズ（ノク・ラン〈ホン・チャウ〉）
- トゥームストーン/オーバーキル（ドゥ・ヴィアー夫人）
- 透明人間（エミリー・カス〈ハリエット・ダイアー〉）
- ハッピー・デス・デイ
- プロメテウス（コンピュータの声 女[5]）※ザ・シネマ版
- ペンタゴン・ペーパーズ/最高機密文書（ラリー・ウェイマウス〈アリソン・ブリー〉）
- マグニフィセント・セブン（クララ[6]）
- レフト・ビハインド（クローイ・スチール〈キャシー・トムソン〉）

#### ドラマ
- エレメンタリー ホームズ&ワトソン in NY
- 黄金の私の人生（ソ・ジアン〈シン・ヘソン〉[7]）
- 奇皇后 〜ふたつの愛 涙の誓い〜（雑用係）
- キスは背伸びして
- 君の声が聞こえる（ソ・ドヨン）
- キリング/17人の沈黙（ベサニー）
- サバイバー: 宿命の大統領（エミリー・ローズ）
- CSI:科学捜査班（オードリー）
- 私立探偵ヴァルグ5
- スキャンダル3 託された秘密（キャンデス、ヴァネッサ）
- ナース・ジャッキー5
- ナイトライダー
- 脳外科医モンロー
- Hawaii Five-0
- VEGAS/ベガス
- HOMELAND3

#### アニメ
- レゴニンジャゴー ザ・ムービー（2017年）
- アダムス・ファミリー（2020年、トルーディ[8]）

### ボイスオーバー
- マーサ・スチュワート・ショー

### ナレーション
- カーセブン
- 最高です!スンシンちゃん
- SOIL ソイル
- ペットへの感謝状
- 「あまちゃん」その前に…
- #姫ワザ　この夏ワンポイントで脱ダサい!

### 映画
- 五重塔
- 白夜行

### テレビドラマ
- パーフェクト・ブルー

### テレビ番組MC
- おしゃべりハウス（2006年3月27日 - 2007年3月2日）
- Discover! UEFA EURO 2008（2008年）
- トーク笑・なまるが勝ち
- らくてんスタジオ
- リーガダイジェスト!（2007年4月2日 - 2010年5月）
- いきいき健やかTV（青森テレビ退職後の担当[9]）

### 舞台
- 風を継ぐ者（小金井兵庫）
- 見よ、飛行機の高く飛べるを（杉坂初江）
- メイストーム〜花のもとにて〜（篠田涼子）